# La Mata (Valdáliga)
La Mata es un núcleo de población español de la localidad de Labarces, perteneciente al municipio de Valdáliga, en la comunidad autónoma de Cantabria.

## Historia
Hacia mediados del siglo XIX, el lugar era referido como un barrio ya por entonces perteneciente al municipio de Valdáliga. En 2023, el núcleo de población de La Mata, encuadrado dentro de la entidad singular de población de Labarces, tenía empadronados 6 habitantes.